# Мелентьев, Юрий Серафимович
Ю́рий Серафи́мович Меле́нтьев (25 апреля 1932, Кыштым — 19 декабря 1997, Москва) — советский государственный деятель, публицист, министр культуры РСФСР с 1974 по 1990 год.

## Биография

Могила Мелентьева на Новодевичьем кладбище Москвы

Юрий Мелентьев родился 25 апреля 1932 года в Кыштыме Уральской области в семье служащих, позже переехавшей в Нижний Тагил. Отец — редактор газеты «Кыштымский рабочий», затем газеты «Тагильский рабочий», участник Великой Отечественной войны. Мать — библиотекарь. В семье было шестеро детей, Юрий был третьим.
Окончил Саратовское суворовское военное училище (1944—1950) и историко-филологический факультет Уральского государственного университета (1955). Находился на комсомольской работе (первый секретарь Октябрьского райкома ВЛКСМ Свердловска, 1954—1956), учился в аспирантуре УрГУ. Защитил диссертацию кандидата философских наук (1961) по специальности «история философии». Был редактором газеты «На смену» (Свердловск).
В 1961—1965 гг. директор издательства «Молодая гвардия», заведующий сектором печати ЦК ВЛКСМ. В 1965—1971 гг. заместитель заведующего отделом культуры ЦК КПСС. Как отмечает В. В. Огрызко, на последней должности Мелентьев «выразил несогласие с увольнением Никонова (с должности главреда журнала „Молодая гвардия“ — прим.) и набрал по вертушке прямой телефон Брежнева, тем самым нарушив неписаное для партийцев правило безукоризненно выполнять любое принятое партией решение. За это его немедленно удалили из аппарата ЦК в Комитет по печати».
В 1971—1974 гг. первый заместитель председателя Комитета печати Совета Министров СССР.
Член Союза писателей (1982) и Союза журналистов СССР. Председатель Центрального совета Всероссийского общества охраны памятников истории и культуры.
28 февраля 1974 года назначен на должность министра культуры РСФСР, занимал её в течение 16 лет, наибольший срок на этой должности. С 15 июня по 8 (или 14) июля 1990 года после сложения российским правительством своих полномочий перед Верховным Советом РСФСР нового состава Мелентьев временно исполнял обязанности министра. Затем ушёл на пенсию. Был избран председателем правления Ассоциации культурных и гуманитарных связей Российской Федерации с заграницей, сопредседателем Международного Демидовского фонда, заместителем председателя Всероссийского общества охраны памятников истории и культуры. Почётный гражданин Нижнего Тагила (1992).
Депутат Верховного Совета РСФСР 9—11-го созывов (1975—1990).
Печатался во многих СМИ как публицист и очеркист. Автор книг «Революционная мысль России и Запад», «Овод живёт в Уругвае», «Ваятели», «Не за три моря», «Старое, новое, вечное… (Размышления об искусстве)», «Краски времени», «О „Золотом кольце“ и связи времен» и др.
Скоропостижно умер 19 декабря 1997 года в Москве. Похоронен на Новодевичьем кладбище.
В 1989 году через Российский Фонд культуры передал в дар Нижнетагильскому музею-заповеднику коллекцию из четырёхсот предметов художественной керамики из 23 стран и всех республик СССР. После смерти Ю. С. Мелентьева его вдова Наталия Ивановна передала в дар музею-заповеднику другие экспонаты из керамики.
Сын Алексей (род. 1954) — экономист, лауреат премии Ленинского комсомола.
Младший брат Ю. С. Мелентьева, Владимир Серафимович Мелентьев (р. 11.05.1948) работал в 1980-х годах в ЦК ВЛКСМ (заведующий сектором комсомольских издательств), в 1987—1988 годах был заместителем генерального директора Всесоюзного объединения «Внешторгиздат», а в 1988 году возглавил советско-германское совместное предприятие «Бурда Моден»; постоянный представитель губернатора Свердловской области при Президенте РФ (1998—2010).

## Награды
- орден Октябрьской Революции (22.08.1986)
- 2 ордена Трудового Красного Знамени (28.10.1967; 1976)
- орден Дружбы народов (07.08.1981)
- орден «Знак Почёта»
- медали
- орден святого благоверного князя Даниила Московского III степени
- Награды Болгарии, Польши, Венгрии, Монголии.